# Tramagal
Tramagal is een plaats (freguesia) in de Portugese gemeente Abrantes en telt 4 043 inwoners (2001).